# Juliusz Willaume
Juliusz Willaume (ur. 15 lutego 1904 w Zabłotowie, zm. 27 czerwca 1980 w Lublinie) – polski historyk XIX wieku, badacz historii historiografii i działacz polityczny związany z Poznaniem, Łodzią i Lublinem.

## Życiorys
Urodził się 15 lutego 1904 w Zabłotowie, w rodzinie Józefa i Heleny z Gieszkowskich. Uczył się w szkołach w Brzeżanach i we Lwowie oraz w lwowskim gimnazjum realnym (1914–1920). Brał udział w obronie miasta przed wojskami ukraińskimi. Po ukończeniu Gimnazjum im. Karola Marcinkowskiego w Poznaniu i zdaniu w 1922 matury, studiował do 1926 historię na Wydziale Humanistycznym Uniwersytetu Poznańskiego. Od 1926 był nauczycielem gimnazjalnym i licealnym. W 1930 obronił doktorat (Amilkar Kosiński 1769–1833) na tymże Uniwersytecie, a w 1946 uzyskał habilitację, 1948 docent UŁ. Od 1953 do przejścia na emeryturę profesor UMCS. Od 1961 był profesorem zwyczajnym. W latach 1959–1970 kierownik katedry historii powszechnej nowożytnej.
W dwudziestoleciu międzywojennym pracował jako nauczyciel, w czasie II wojny światowej był zaangażowany w tajne nauczanie w Krasnymstawie i okolicach. Po 1945 pracował na Uniwersytecie Łódzkim, m.in. jako prodziekan Wydziału Filozoficzno-Historycznego. W Łodzi wstąpił do Stronnictwa Demokratycznego, zasiadając w jego Wojewódzkim Komitecie. Kierował Wydziałem Prasy i Propagandy WK SD.
W 1953 rozpoczął pracę na Uniwersytecie Marii Curie-Skłodowskiej, gdzie był zatrudniony do 1974 (m.in. jako kierownik Katedry Historii Powszechnej Nowożytnej). W latach 1953–1980 był redaktorem naczelnym Sekcji F Annales UMCS. Od 1957 zasiadał w Wojewódzkim Komitecie SD w Lublinie, będąc w latach 1963–1966 jego przewodniczącym, a także członkiem Centralnego Komitetu SD w Warszawie. W 1963 założył Uczelniany Komitet SD na UMCS, którego został przewodniczącym.
Od 21 czerwca 1933 był mężem Władysławy z Majewskich. Jego córką była historyk Małgorzata Willaume.
Został pochowany na cmentarzu przy ul. Lipowej w Lublinie.

## Ordery i odznaczenia
- Krzyż Komandorski z Gwiazdą Orderu Odrodzenia Polski (1979)[2]
- Krzyż Komandorski Orderu Odrodzenia Polski
- Krzyż Kawalerski Orderu Odrodzenia Polski
- Złoty Krzyż Zasługi
- Medal 30-lecia Polski Ludowej
- Medal Komisji Edukacji Narodowej
- Odznaka 1000-lecia Państwa Polskiego
- Odznaka tytułu honorowego „Zasłużony Nauczyciel PRL”
- Odznaka „Zasłużony dla Lubelszczyzny”

## Wybrane publikacje
- Generał Józef Wielhorski (1759–1817), Poznań: Księgarnia Uniwersytecka 1925.
- Amilkar Kosiński 1769–1823, Poznań: „Ostoja” 1930.
- Fryderyk August jako książę warszawski (1807–1815), Poznań 1939.
- Legiony Dąbrowskiego: Europa w dobie wojen napoleońskich, Państwowe Zakłady Wydawnictw Szkolnych, Warszawa 1960.
- Wieś lubelska przed uwłaszczeniem, Lublin: Wydawnictwo Lubelskie 1964.
- Jan Henryk Dąbrowski 1755–1818, Poznań 1969.
- Kajetan Koźmian, Pamiętniki, t. 1–3, wstęp oraz koment. Juliusz Willaume; wstęp ed., ustalenie tekstu w oparciu o autogr. oraz komentarz filolog. Marian Kaczmarek i Kazimierz Pecold; przedm. Artur Kopacz, Wrocław: Zakład Narodowy im. Ossolińskich 1972.
- Epoka nowożytna w dziejopisarstwie polskim i powszechnym (wstęp: Wiesław Śladkowski), Wydawnictwo Lubelskie, Lublin 1979.